# Baryscapus
Baryscapus is een geslacht van vliesvleugeligen uit de familie Eulophidae. De wetenschappelijke naam van dit geslacht is voor het eerst geldig gepubliceerd in 1856 door Förster.

## Soorten
Het geslacht Baryscapus omvat de volgende soorten:
- Baryscapus adalia (Walker, 1839)
- Baryscapus aenescens Askew, 1997
- Baryscapus agrilorum (Ratzeburg, 1844)
- Baryscapus albitarsis (Ashmead, 1904)
- Baryscapus americanus (Ashmead, 1888)
- Baryscapus anasillus Graham, 1991
- Baryscapus andriescui Kostjukov & Tuzlikova, 2002
- Baryscapus babiyi Doganlar, 1993
- Baryscapus bachmaieri Doganlar, 1993
- Baryscapus barbarae (Burks, 1963)
- Baryscapus barica Narendran, 2007
- Baryscapus berhidanus Erdös, 1954
- Baryscapus bewicki (Girault, 1917)
- Baryscapus bonessi Askew, 2007
- Baryscapus bouceki Askew & Shaw, 2005
- Baryscapus bruchidii (Erdös, 1951)
- Baryscapus bruchivorus (Gahan, 1942)
- Baryscapus bruchophagi (Gahan, 1913)
- Baryscapus bruniqueli Risbec, 1954
- Baryscapus buxi (Kostjukov, 1978)
- Baryscapus carthami Graham, 1991
- Baryscapus cecidophagus (Wangberg, 1977)
- Baryscapus ceroplastophilus (Domenichini, 1965)
- Baryscapus chlamytis (Ashmead, 1896)
- Baryscapus chrysopae (Crawford, 1915)
- Baryscapus cirsiicola Graham, 1991
- Baryscapus coerulescens (Ashmead, 1898)
- Baryscapus contingens Graham, 1991
- Baryscapus conwentziae (Ferrière, 1959)
- Baryscapus cormus (Burks, 1943)
- Baryscapus crassicornis (Erdös, 1954)
- Baryscapus daira (Walker, 1839)
- Baryscapus diaphantus (Walker, 1839)
- Baryscapus diorhabdivorus Gates & Myartseva, 2005
- Baryscapus dolosus (Gahan, 1917)
- Baryscapus dryocoetae (Hedqvist, 1963)
- Baryscapus elasmi (Graham, 1986)
- Baryscapus embolicus (Kostjukov, 1977)
- Baryscapus endemus (Walker, 1839)
- Baryscapus endofiticus (Domenichini, 1958)
- Baryscapus erynniae (Domenichini, 1965)
- Baryscapus eudolichocerus Graham, 1991
- Baryscapus euphorbiae Graham, 1991
- Baryscapus evonymellae (Bouché, 1834)
- Baryscapus fechteri Doganlar, 1992
- Baryscapus fennahi (Schauff, 1987)
- Baryscapus fossarum Graham, 1991
- Baryscapus fumipennis (Girault, 1917)
- Baryscapus galactopus (Ratzeburg, 1844)
- Baryscapus garganus (Domenichini, 1958)
- Baryscapus gaziantepensis Doganlar, 1993
- Baryscapus gerstaeckeriae (Gahan, 1936)
- Baryscapus gigas (Burks, 1943)
- Baryscapus globosiclava Graham, 1991
- Baryscapus gradwelli Graham, 1991
- Baryscapus grafi (Crawford, 1913)
- Baryscapus granulatus (Walker, 1844)
- Baryscapus haeselbarthi Doganlar, 1993
- Baryscapus hedysari Nieves-Aldrey & Askew, 2011
- Baryscapus hemigaster Graham, 1991
- Baryscapus holbeini (Girault, 1917)
- Baryscapus hunteri (Crawford, 1909)
- Baryscapus hylesini Graham, 1991
- Baryscapus ichthyus (Burks, 1943)
- Baryscapus impeditus (Nees, 1834)
- Baryscapus insularis (Ashmead, 1894)
- Baryscapus irideus (Domenichini, 1967)
- Baryscapus jicus Narendran, 2007
- Baryscapus kilinceri Doganlar, 1992
- Baryscapus lissus (Burks, 1943)
- Baryscapus lotellae (Delucchi, 1954)
- Baryscapus luculentus Yefremova & Yegorenkova, 2009
- Baryscapus malacosomae (Girault, 1917)
- Baryscapus malophilus (Burks, 1943)
- Baryscapus megachilidis (Burks, 1963)
- Baryscapus megos Surekha & LaSalle, 1995
- Baryscapus microrhopalae (Ashmead, 1896)
- Baryscapus modestus (Howard, 1889)
- Baryscapus moldovicus Kostjukov & Tuzlikova, 2002
- Baryscapus mucronatus Graham, 1991
- Baryscapus multisetosus Graham, 1991
- Baryscapus nigroviolaceus (Nees, 1834)
- Baryscapus nordi (Burks, 1963)
- Baryscapus obesulus Graham, 1991
- Baryscapus oophagus (Otten, 1942)
- Baryscapus orgyiae Kostjukov, 2001
- Baryscapus pallasi (Kostjukov, 1978)
- Baryscapus pallidae Graham, 1991
- Baryscapus papaveris Graham, 1991
- Baryscapus phidippi (Burks, 1963)
- Baryscapus philodromi (Gahan, 1924)
- Baryscapus phytomyzae (Kostjukov, 1978)
- Baryscapus pilicornis Graham, 1991
- Baryscapus pospelovi (Kurdjumov, 1912)
- Baryscapus prionomeri (Girault, 1916)
- Baryscapus protasis Graham, 1991
- Baryscapus racemariae (Ashmead, 1886)
- Baryscapus repulsus (Girault, 1917)
- Baryscapus rugglesi (Rohwer, 1919)
- Baryscapus sana Yefremova & Yegorenkova, 2009
- Baryscapus servadeii (Domenichini, 1965)
- Baryscapus silvestrii Viggiani & Bernardo, 2007
- Baryscapus spartifoliellae Graham, 1991
- Baryscapus spenceri Graham, 1991
- Baryscapus stanfordiensis (Fullaway, 1912)
- Baryscapus starki (Kostjukov, 1978)
- Baryscapus sugonjaevi (Kostjukov, 1976)
- Baryscapus szocsi (Erdös, 1958)
- Baryscapus talitzkii (Kostjukov, 1978)
- Baryscapus thanasimi (Ashmead, 1894)
- Baryscapus theclae (Packard, 1881)
- Baryscapus tineivorus (Ferrière, 1941)
- Baryscapus transversalis Graham, 1991
- Baryscapus turionum (Hartig, 1838)
- Baryscapus uetzi LaSalle, 1990
- Baryscapus virens Graham, 1991